# نادزیا لیاپشکا
نادزیا لیاپشکا ((به بلاروسی: Надзея Міхайлаўна Ляпешка (Папок))؛ زادهٔ ۲۶ آوریل ۱۹۸۹) قایقران کانو زن اهل بلاروس است.
وی در مسابقات کشوری و بین‌المللی در مجموع برندهٔ ۴ مدال طلا، ۶ مدال نقره، ۷ مدال برنز شده‌است.